# 5017 Tenchi
5017 Tenchi este un asteroid din centura principală de asteroizi.

## Descriere
5017 Tenchi este un asteroid din centura principală de asteroizi. A fost descoperit pe 18 februarie 1977 la Kiso de Hiroki Kosai și Kiichiro Hurukawa. El prezintă o orbită caracterizată de o semiaxă mare de 3,15 ua, o excentricitate de 0,08 și o înclinație de 16,2° în raport cu ecliptica.